# Thomas Matthew Crooks
Thomas Matthew Crooks (20 settembre 2003 – Meridian, 13 luglio 2024) è stato un criminale statunitense.
Divenne noto per aver tentato di assassinare l'attuale Presidente degli Stati Uniti Donald Trump, candidato del Partito Repubblicano per le elezioni presidenziali del 2024.
Il 13 luglio 2024, durante un comizio politico nei pressi di Butler, Pennsylvania, Crooks sparò a Trump con un fucile “stile AR-15” da un tetto vicino durante il discorso tenuto dal tycoon, ferendolo all'orecchio destro e colpendo anche due partecipanti e uccidendone un altro. Venne immediatamente ucciso dal Secret Service Counter Assault.
I ricordi di Crooks da parte dei coetanei in relazione alla sua personalità al liceo, alle sue opinioni politiche e alle informazioni biografiche raccolti dagli investigatori risultarono notevolmente vari e incoerenti tra loro.

## Biografia

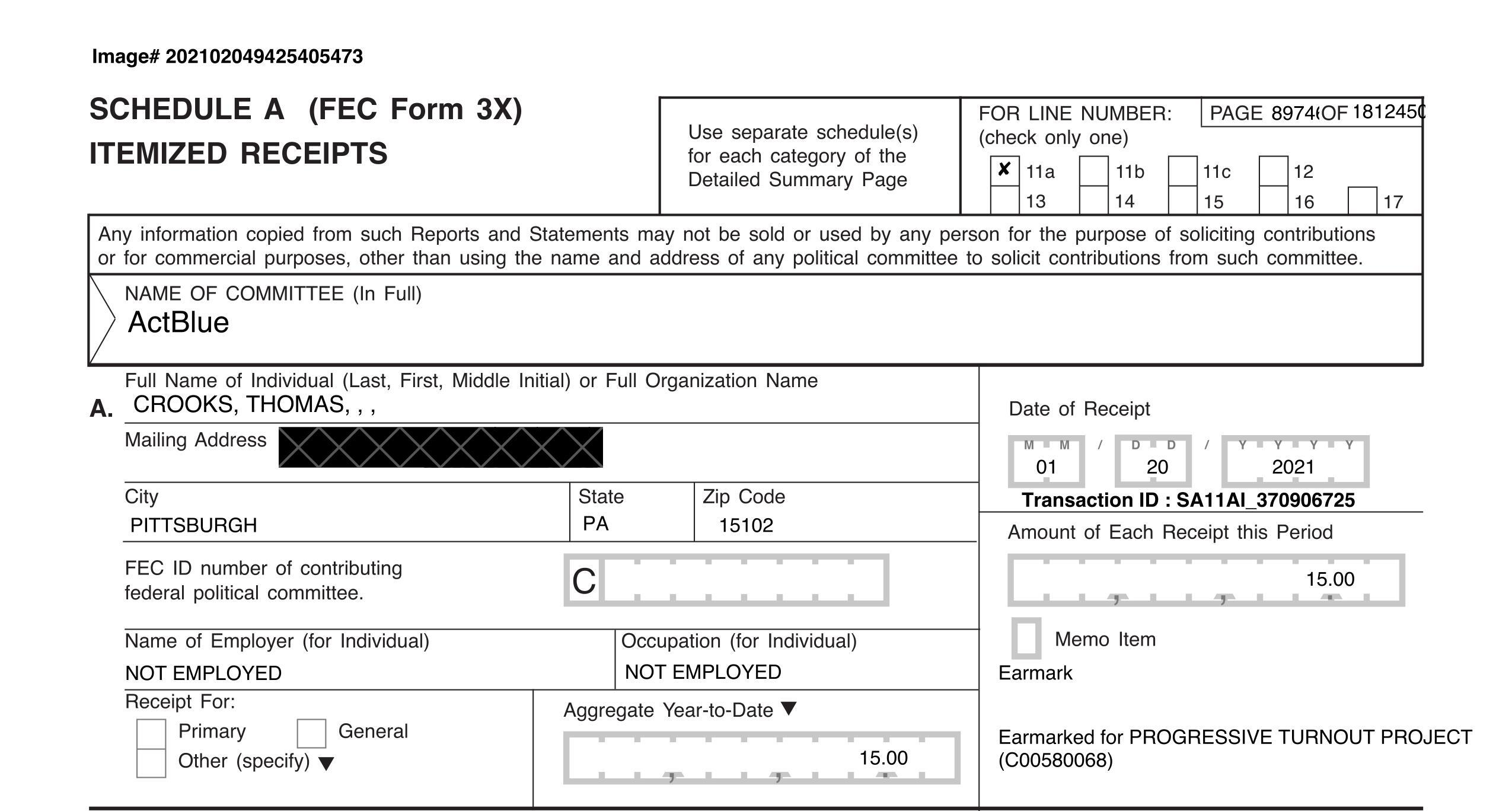
Ricevuta della Commissione Elettorale Federale per una donazione di Crooks a ActBlue, un political action committee democratico

Thomas Matthew Crooks nacque il 20 settembre 2003. Figlio di assistenti sociali, crebbe a Bethel Park, Pennsylvania e frequentò la Bethel Park High School, in cui si diplomò nel 2022. I compagni di classe e i dirigenti scolastici lo descrissero come una persona tranquilla, spesso però vittima di bullismo per il suo comportamento docile e per aver indossato tute mimetiche da caccia e maschere a scuola.
Crooks conseguì con lode un diploma di laurea biennale in ingegneria presso il Community College of Allegheny County due mesi prima della sparatoria. Venne poi accettato sia all'Università di Pittsburgh sia alla Robert Morris University. Non aveva precedenti penali noti, e l'FBI affermò che non vi fossero indicazioni su eventuali problemi di salute mentale. Il Dipartimento della Difesa degli Stati Uniti scoprì anche che non aveva avuto alcuna esperienza di servizio militare. Tuttavia, un ex compagno di classe affermò che Crooks fosse precedentemente interessato al servizio militare come mezzo per accedere a un'istruzione universitaria.

## Tentato assassinio di Donald Trump

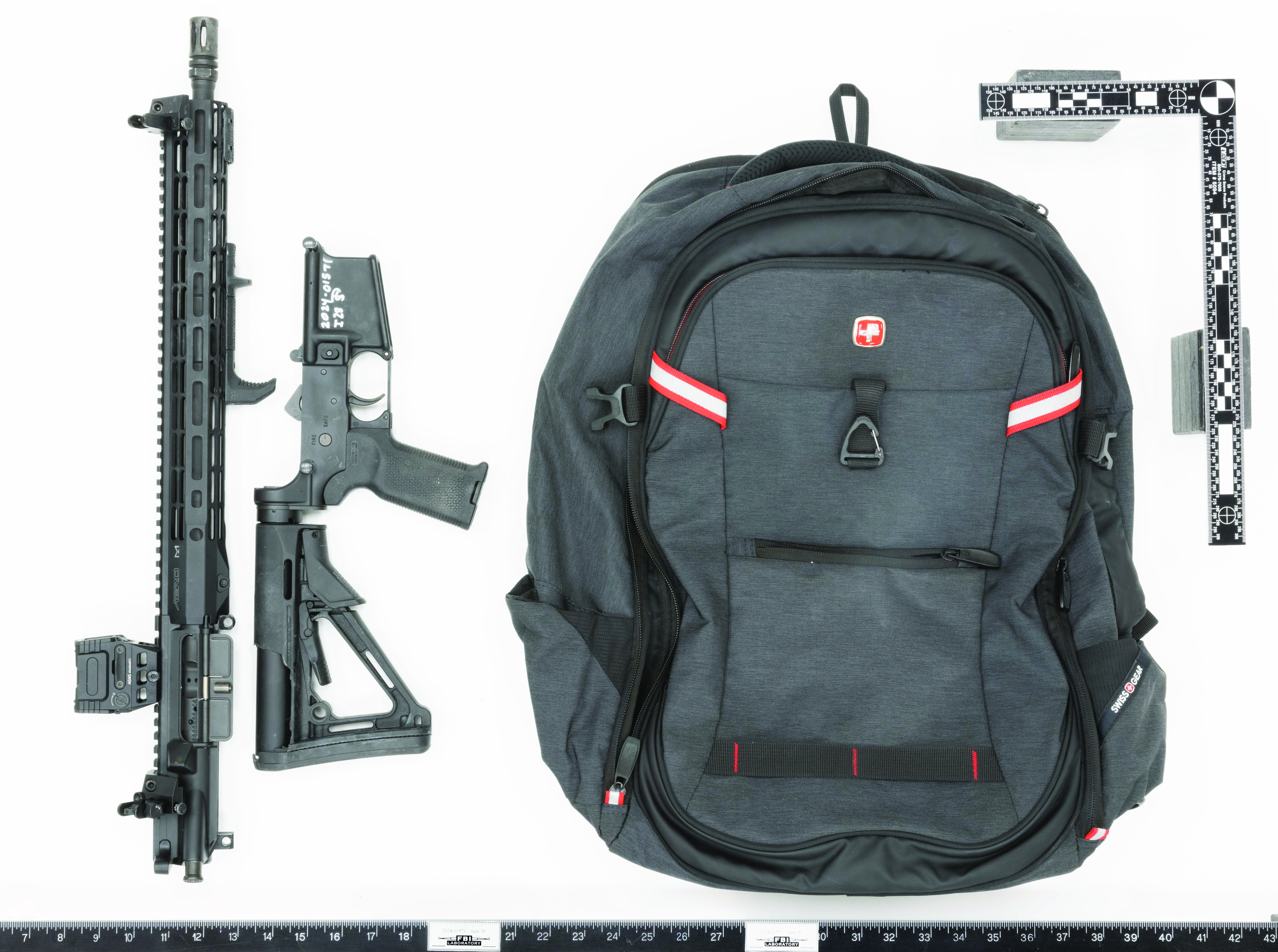
Il fucile e lo zaino usati da Crooks durante il tentativo di omicidio

Prima della sparatoria, Crooks cercò immagini e apparizioni pubbliche di Trump, del presidente Joe Biden, del procuratore generale Merrick Garland, del direttore dell'FBI Christopher A. Wray e di Catherine, principessa del Galles, nonché di informazioni riguardanti la Convenzione Nazionale Repubblicana e la Convenzione Nazionale Democratica. Cercò anche su Internet informazioni sul disturbo depressivo maggiore e sulla sparatoria alla Oxford High School, e le autorità trovarono anche una fotografia dell'arresto di Ethan Crumbley sul suo telefono.
Il 6 luglio, lo stesso giorno in cui si registrò per la manifestazione, Crooks cercò "quanto fosse lontano Oswald da Kennedy" in riferimento all'ex presidente John F. Kennedy e all'uomo armato che lo assassinò. Crooks effettuò anche ricerche di centrali elettriche e del tentato omicidio del primo ministro slovacco Robert Fico. Utilizzò poi una serie di alias e account di comunicazione crittografati per acquistare forniture di armi da fuoco e materiale per la fabbricazione di bombe.

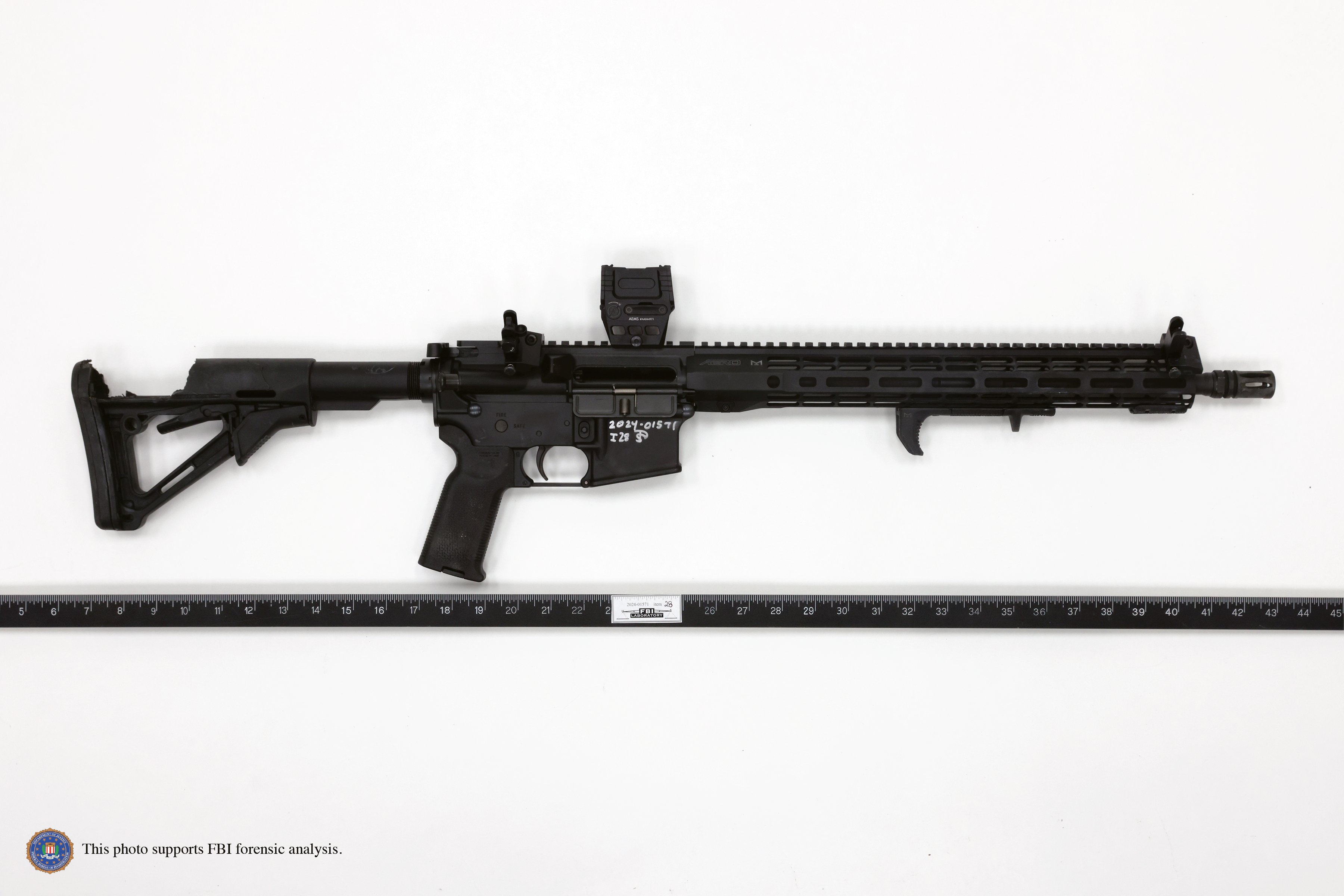
Il fucile usato da Crooks durante il tentativo di assassinio

Il 12 luglio 2024, Crooks si recò in un poligono di tiro di cui era membro per esercitarsi a sparare. Acquistò oltre 50 munizioni e una scala prima di andare al raduno del 13 luglio. Chiese con successo il giorno libero dal lavoro perché aveva "qualcosa da fare", promettendo ai suoi colleghi che sarebbe tornato il giorno successivo.
Ore prima della sparatoria, i genitori di Crooks chiamarono la polizia per denunciare la sua scomparsa ed esprimendo preoccupazione per il suo benessere.
Il 13 luglio, Crooks tentò di assassinare Donald Trump. Si arrampicò su un edificio utilizzato dalla polizia come area di sosta. I messaggi di testo di un cecchino della polizia indicano che la polizia fosse a conoscenza di lui già 90 minuti prima della sparatoria. Usando un fucile in stile AR-15 che suo padre aveva acquistato legalmente nel 2013 e che gli venne legalmente trasferito nel 2023, Crooks sparò a Trump ferendogli l'orecchio destro superiore e colpendo anche tre uomini tra il pubblico; uno di loro, il 50enne Corey Comperatore, fu ucciso. Crooks fu poi ucciso da un membro della squadra di cecchini dei servizi segreti. Fu trovato materiale per la fabbricazione di bombe all'interno del suo veicolo e a casa sua, insieme a un detonatore a distanza. Al momento della morte, indossava una maglietta di Demolition Ranch, gestiva un canale YouTube per appassionati di armi che offriva dimostrazioni e consigli di esperti sulle armi e diffondeva informazioni sull'uso delle stesse.
L'FBI identificò Crooks come l'assassino il 14 luglio.
A partire da agosto 2024 fu avviata un'indagine dell'FBI. La motivazione di Crooks tuttora rimane sconosciuta.

## Attività politiche

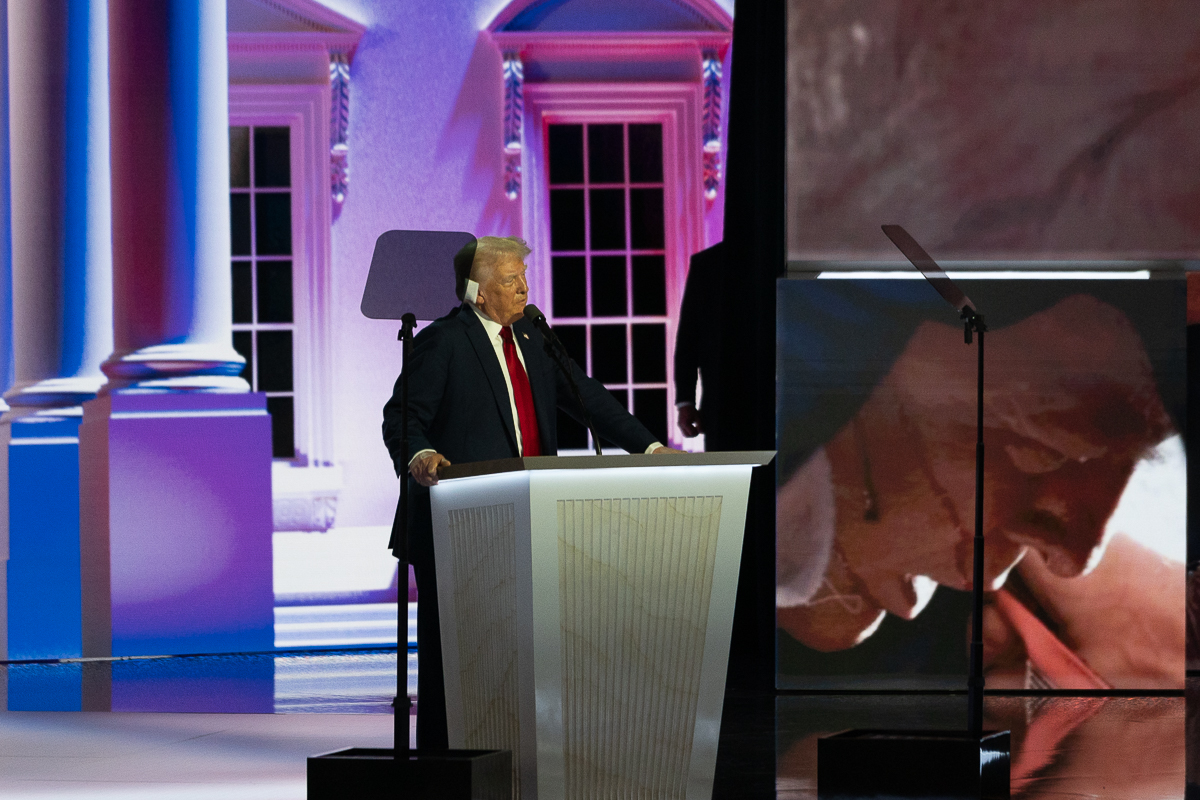
Donald Trump rivisita il suo tentativo di omicidio alla convention repubblicana del 18 luglio 2024, cinque giorni dopo il fatto.

Le autorità dichiararono che le sue opinioni politiche fossero sconosciute e non hanno determinato se il suo tentativo di omicidio sia stato motivato politicamente. I registri pubblici non indicano le sue opinioni.
Il 20 gennaio 2021, all'età di 17 anni, donò 15 dollari al Progressive Turnout Project, un gruppo liberale di affluenza alle urne, attraverso la piattaforma di donazione del Partito Democratico ActBlue. La sua donazione fu fatta lo stesso giorno in cui il presidente Biden prestò giuramento. Secondo il Progressive Turnout Project, effettuò la donazione in risposta a un'e-mail in cui si chiedeva di "sintonizzarsi" sull'inaugurazione. Si cancellò poi dalla mailing list del gruppo nel 2022.
Crooks era iscritto nelle liste elettorali dal settembre 2021, quando aveva compiuto 18 anni. Si registrò come repubblicano. Votò solo una volta, alle elezioni di metà mandato del 2022.

## Conseguenze
Nei giorni successivi al tentato omicidio, il team di Joe Biden scelse di ritirare gli spot pubblicitari che erano molto critici nei confronti di Donald Trump, una decisione considerata molto inappropriata durante tale periodo di campagna elettorale.
Lo storico Romain Huret sottolineò che "il corpo ferito ma intatto di Trump contrasta con le difficoltà di parola e di memoria di Biden". In effetti, l'immagine dell'ex presidente, ferito ma vendicativo e con il pugno alzato, è considerata "iconica" e "storica", come testimonia la fotografia scattata da Evan Vucci, che ha fatto il giro del mondo attraverso i media e i social network.
Secondo Le Monde, le conseguenze dell'attacco alla campagna presidenziale, segnata da interrogativi sullo stato di salute del presidente Biden, abbandonato da una parte del suo schieramento dopo un dibattito fortemente sfavorevole contro Donald Trump, sono imprevedibili.